# 斯維特洛夫希納
48°57′19″N 36°20′23″E / 48.95528°N 36.33972°E
斯維特洛夫什奇納（烏克蘭語：Світловщина）是位於烏克蘭東部的村莊，由哈爾科夫州洛佐瓦區的洛佐瓦市鎮負責管轄。該村始建於1900年，面積0.35平方公里，海拔高度141米，2001年人口232。